# Klaus J. Behrendt

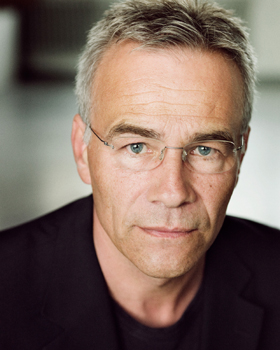
Klaus J. Behrendt (2012)

Klaus Johannes Behrendt (* 7. Februar 1960 in Hamm) ist ein deutscher Schauspieler. Er wurde vor allem in der Rolle des Ermittlers Max Ballauf in der WDR-Ausgabe des Tatorts bekannt.

## Leben und Ausbildung
Klaus J. Behrendt wurde 1960 in Hamm als Sohn eines Kinderarztes geboren, wuchs im westfälischen Ibbenbüren auf und erlernte dort den Beruf des Bergmechanikers. Nach Ableistung seines Zivildienstes nahm er von 1981 bis 1984 Schauspielunterricht an der Hamburger Schauspielschule Bühnenstudio bei Hedi Höpfner und trat anschließend ein Festengagement am Bremer Theater an. Dort trat er bis 1988 in Stücken wie Dantons Tod, Die Möwe, Ein Sommernachtstraum oder Drei Schwestern auf.
Klaus J. Behrendt hat zwei Söhne und eine Tochter aus erster Ehe und lebt mit seiner zweiten Frau Karin und deren Sohn aus einer früheren Beziehung in Berlin-Charlottenburg. Sein Sohn Tom war 2016 deutscher Rugby-Nationalspieler.

## Film- und Fernsehkarriere

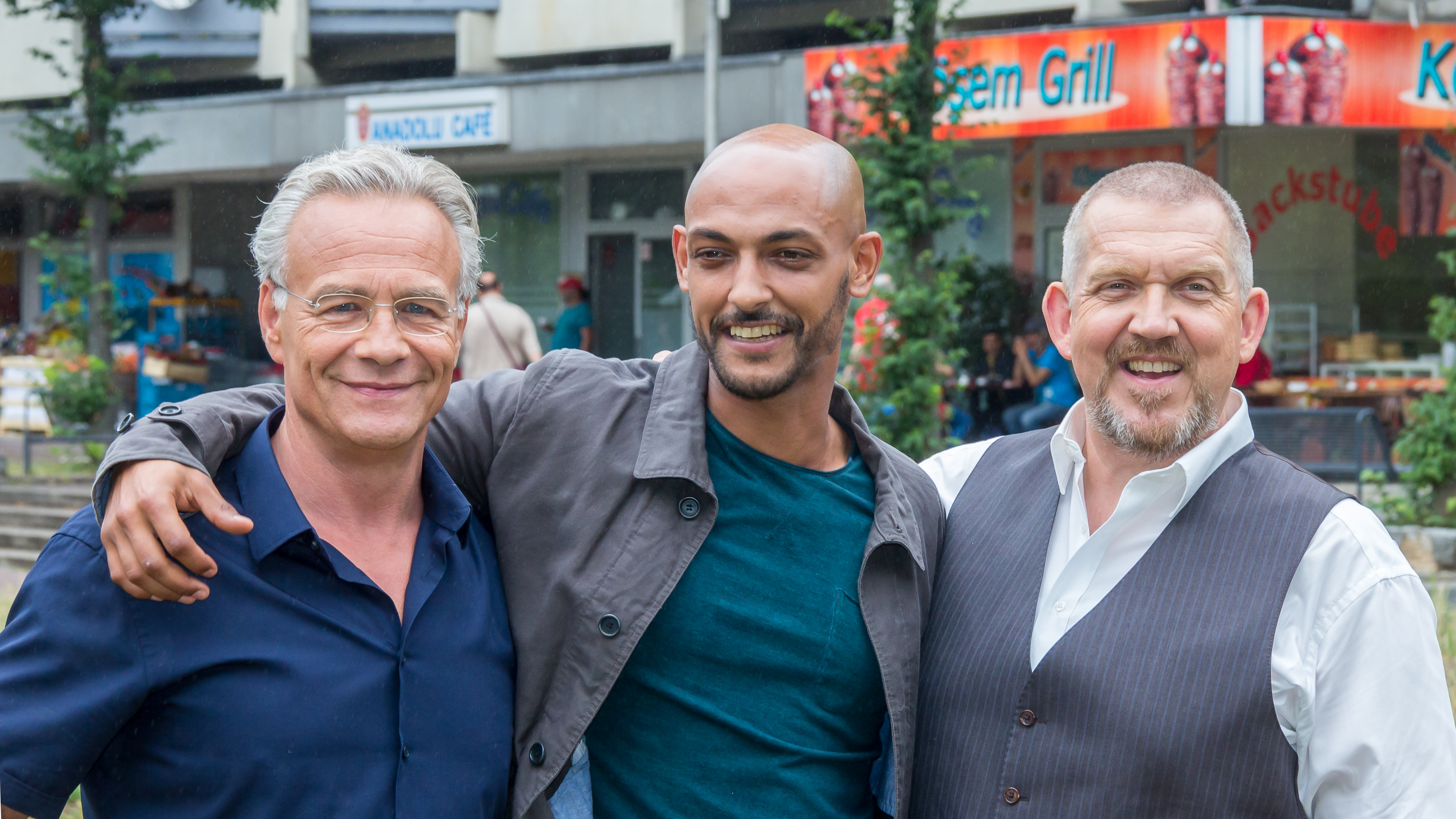
Behrendt mit Patrick Abozen und Dietmar Bär (2015)

Mit vereinzelten Auftritten in TV-Serien wie Derrick und Rote Erde II begann in den 1980er Jahren seine TV-Karriere. Populär wurde Behrendt von 1992 bis 1994 und wieder seit 1997 durch seine Rolle als Ermittler Max Ballauf in der WDR-Ausgabe des Tatorts; zunächst als Assistent von Kommissar Flemming (verkörpert von Martin Lüttge) in Düsseldorf, später als Kommissariatsleiter mit seinem Kollegen Freddy Schenk (Dietmar Bär) in Köln. In der Tatort-Folge 234, Schimanskis Waffe, war Behrendt bereits in einer Nebenrolle als Erwin Spilonska zu sehen.
Von 1995 bis 1997 spielte er in der Sat.1-Serie A.S. – Gefahr ist sein Geschäft die Rolle des Privatdetektivs Alexander Stein. In der Sat.1-Fernsehproduktion Das Wunder von Lengede war Behrendt in der Rolle eines Bergmanns zu sehen, seinem ursprünglichen Beruf. Im Frühjahr 2005 spielte er in der ZDF-Fernsehserie Kanzleramt den fiktiven Bundeskanzler Andreas Weyer. 2006 spielte er mit seinem Kollegen und Freund Dietmar Bär in Der Untergang der Pamir, ein zweiteiliges Katastrophen-Drama zum Untergang des deutschen Schiffes Pamir. Dieses Projekt kam maßgeblich auf Behrendts Betreiben zustande. 2007 verkörperte er im ARD-Fernsehdrama Einfache Leute an der Seite von Barbara Auer einen Familienvater, der seine Homosexualität versteckt.
Behrendt ist Mitglied im Bundesverband Schauspiel. Er wirkt in Werbespots des Modehauses Walbusch mit.

## Auszeichnungen
Für seine darstellerische Arbeit im Kölner Tatort wurde Behrendt erstmals 1998 mit dem Goldenen Gong (für die Folge Bildersturm) ausgezeichnet. Dieselbe Folge erhielt auch eine Nominierung für den Adolf-Grimme-Preis. Im Oktober 2000 erhielten Behrendt und Bär für ihre Rollen im Tatort den Deutschen Fernsehpreis als beste Seriendarsteller des Jahres 1999. Zwei weitere Folgen des Kölner Tatort wurden besonders ausgezeichnet: Odins Rache wurde 2004 für den Deutschen und Europäischen Civis Medienpreis nominiert, Minenspiel wurde 2007 mit dem Marler Fernsehpreis für Menschenrechte ausgezeichnet.
Für seinen Auftritt in Mein Vater an der Seite von Götz George bekam Behrendt im Jahr 2003 den Publikumspreis der Marler Gruppe beim Adolf-Grimme-Preis und den Bayerischen Fernsehpreis. Zudem wurde der Film mit dem International Emmy Award als bester Fernsehfilm prämiert. Seit 2005 ist er Träger der Ehrenmarke des Bundes Deutscher Kriminalbeamter. 2009 erhielt er eine Nominierung für die Goldene Kamera als bester Schauspieler. 2011 erhielt er eine 1Live Krone (gemeinsamer Sonderpreis für die WDR-Tatorte aus Münster und Köln mit den Schauspielkollegen Jan Josef Liefers, Axel Prahl und Dietmar Bär). 2015 wurde Behrendt gemeinsam mit Bär für sein soziales Engagement mit dem Verdienstorden des Landes Nordrhein-Westfalen ausgezeichnet. 2018 erhielt er mit Bär den Rheinlandtaler des LVR für Verdienste um die kulturelle Entwicklung und Bedeutung des Rheinlands.

## Engagement
Gemeinsam mit dem Berliner Verein pro futura setzte sich Behrendt für Zukunftsperspektiven von Jugendlichen und Langzeitarbeitslosen ein. Außerdem gründete er mit Mitgliedern des Tatort-Teams 1998 den Verein Tatort – Straßen der Welt e. V., der sich für philippinische Straßenkinder einsetzt und der auf die viel beachtete Tatort-Folge Manila aus dem Jahr 1998 zurückgeht, die das Schicksal philippinischer Straßenkinder und Kindesmisshandlung thematisierte. Für dieses Engagement erhielt er von Kinderlachen e. V. gemeinsam mit Dietmar Bär den KIND-Award. Seit 2009 ist Behrendt zusammen mit Dietmar Bär und Joe Bausch Schirmherr der Aktion Golfen gegen Krebs, die die Neuroblastomforschung an der Universitätsklinik Mannheim unterstützt. In bundesweiten Plakatkampagnen ist Behrendt als Botschafter für die Deutsche Knochenmarkspenderdatei, die Organspendeausweis-Kampagne des Bundesministeriums für Gesundheit und die HeForShe-Kampagne von UN Women aktiv.
2011 gründete Behrendt mit dem Osnabrücker  Geschäftsmann Reinhard Höfelmeyer den Verein Wir starten gleich e. V. Der Verein beschafft über Spenden neue vollausgerüstete Schulranzen für Schulanfänger aus finanziell schlechter gestellten Familien. Die Ranzen werden anonym über die Kindergärten an die Familien vergeben, um den Kindern den Schulbeginn zu erleichtern. 2018 wurden Behrendt und Höfelmeyer für das Projekt auf der 1. Children’s Charity Gala in Osnabrück mit dem Preis „Flügel für die Zukunft“ ausgezeichnet. 2022 wurde Behrendt für sein soziales Engagement allgemein und zusammen mit Höfelmeyer für das Projekt mit dem in Bad Iburg verliehenen Courage-Preis geehrt.

## Filmografie (Auswahl)

### Spielfilme
- 1988: Ein Treffen mit Rimbaud
- 1989: Tote leben nicht allein
- 1990: Die Kupferfalle
- 1991: Kollege Otto
- 1991: Gekaufte Bräute
- 1992: Elenya
- 1992: Judith
- 1993: Vater Mutter Mörderkind
- 1993: Polski crash
- 1993: Leo und Charlotte
- 1996: Zwei Leben hat die Liebe
- 1996: Fähre in den Tod
- 1996: Das Tor des Feuers
- 1997: Ein Vater unter Verdacht
- 1997: Appartement für einen Selbstmörder
- 1997: Scarmour
- 1998: Living Dead
- 1998: Kai Rabe gegen die Vatikankiller
- 1998: Ferkel Fritz
- 1998: Blutjunge Liebe – und keiner darf es wissen
- 1999: Verratene Freundschaft – Ein Mann wird zur Gefahr
- 2000: Mein Leben gehört mir
- 2003: Mein Vater
- 2003: Das Wunder von Lengede
- 2003: Gestern gibt es nicht
- 2004: Die Stunde der Offiziere
- 2005: Gestern gibt es nicht
- 2005: Das Gespenst von Canterville
- 2005: Lorenz lacht
- 2005: Gleich geschieht ein Mord
- 2006: Der Untergang der Pamir
- 2007: Einfache Leute
- 2007: Jakobs Bruder
- 2007: Das Inferno – Flammen über Berlin
- 2008: Guter Junge
- 2008: Die Bienen – Tödliche Bedrohung
- 2009: Fünf Tage Vollmond
- 2010: Ungesühnt
- 2010: Wie ein Licht in der Nacht
- 2011: World Express – Atemlos durch Mexiko
- 2011: Isenhart – Die Jagd nach dem Seelenfänger
- 2012: Rommel
- 2012: Jahr des Drachen

### Fernsehserien
- 1986: Großstadtrevier (Folge Speedy)
- 1989–1993: Schulz & Schulz (alle 5 Teile)
- 1989: Rote Erde (Zweite Staffel)
- 1990: Tatort: Schimanskis Waffe (Fernsehreihe)
- 1991: Derrick (Folge Der Tote spielt fast keine Rolle)
- 1991: Der Alte (Folge Der verlorene Sieg)
- 1992–1994: Tatort → siehe Flemming, Koch und Ballauf
- 1991, 1992, 1994: Ein Fall für zwei (Folgen "Hannas letzte Liebe", "Härter als Glas", "Der wahre Reichtum")
- 1993: Wolffs Revier (Folge Der Tod einer Krankenschwester)
- 1994: Schwarz greift ein (Folge Käufliche Liebe)
- 1994: Die Kommissarin (Folge Böse Nachbarn)
- 1995–1998: A.S. – Gefahr ist sein Geschäft (29 Folgen)
- seit 1997: Tatort → siehe Ballauf und Schenk
- 1997: Zwei Brüder (Folge Nervenkrieg)
- 1997: Der Fahnder (Folge Speedy in Schwierigkeiten)
- 2005: Tatort: Der doppelte Lott (als Max Ballauf im Tatort Münster)
- 2005: Ein starkes Team: Lebende Ziele
- 2008: Unschuldig (Folge Hauptgewinn Tod)
- 2012: Der Staatsanwalt (Folge Die lieben Nachbarn)
- 2015: Letzte Spur Berlin (Folge Verfolgt)
- 2016: Liebe am Fjord – Das Alter der Erde
- 2016: Nord Nord Mord – Clüver und der König von Sylt
- 2018: Der Staatsanwalt (Folge Gegen die Wand)
- 2019: Der Staatsanwalt (Folge Vergissmeinnicht)